# چی؟ (فیلم)
چی؟ (انگلیسی: What?) فیلمی به کارگردانی رومن پولانسکی است که در سال ۱۹۷۲ منتشر شد. از بازیگران آن می‌توان به مارچلو ماسترویانی، کریستین بری، هیو گریفیت و دیتر هالروردن اشاره کرد.